# Гигантский ктырь
Гигантский ктырь (лат. Satanas gigas) — вид крупных ктырей рода Satanas из подсемейства Asilinae (триба Asilini).

## Описание
Длина от 28 до 51 мм. Стройные хищные мухи с цилиндрическим брюшком. Тело покрыто серой пыльцой, ноги с чёрными щетинками. Хоботок короче головы, овальный или округлый в своём поперечном сечении (в вершинной половине). Ариста усиков простая, не перистая. Щупики 2-члениковые. Развитие личинок происходит в почве или в гниющей древесине. Населяют аридные регионы Евразии: пустыни и степи от Северной Африки до Монголии, включая Среднюю Азию, Казахстан, Иран, Северный Китай, юг Европы и Закавказье. В Европе отмечены в Греции, России, Украине, Румынии, Молдавии, неоднократно были замечены в Литве.

## Охранный статус
Вид стал редким в связи с распашкой степей и применением пестицидов. Занесён в Красные книги Украины и Молдавии, а ранее был включён в Красную книгу СССР.